# Acer robustum
Acer robustum är en kinesträdsväxtart som beskrevs av Ferdinand Albin Pax. Acer robustum ingår i släktet lönnar, och familjen kinesträdsväxter. Inga underarter finns listade i Catalogue of Life.